# سام جونز (سياسي)
سام جونز (بالإنجليزية: Sam Jones)‏ هو شخصية أعمال وسياسي أمريكي، ولد في 1953. حزبياً، نشط في الحزب الديمقراطي. وقد انتخب عضو مجلس نواب لويزيانا.